# Automolius sulcatus
Automolius sulcatus är en skalbaggsart som beskrevs av Britton 1957. Automolius sulcatus ingår i släktet Automolius och familjen Melolonthidae. Inga underarter finns listade.